# Croxley Rail Link
A Croxley Rail Link é uma proposta de engenharia ferroviária para voltar à rota parte de uma linha do London Underground em Hertfordshire, fora de Londres, Inglaterra.